# Mayer Hawthorne
Andrew Mayer Cohen (Ann Arbor, Míchigan, 2 de febrero de 1979), conocido artísticamente como Mayer Hawthorne, es un cantante estadounidense. Afincado en Los Ángeles, ejerce también de productor y DJ. Su sobrenombre es una combinación de su segundo nombre (Mayer) y el nombre de la calle donde nació (Hawthorne). Generalmente, se mueve en los géneros musicales del Soul y el Neo soul, aunque también se interna en el Hip-Hop, donde utiliza el apodo DJ Haircut. A veces formando parte de grupos como Jaded Incorporated, Now On y Athletic Mic League.

## Discografía
- 2009: A strange arrangement
- 2011: How do you do
- 2013: Where does this door go
- 2016: Man about town